# Red Foley
Clyde Julian "Red" Foley  (Blue Lick, Kentucky, 17 juni 1910 - Fort Wayne, 19 september 1968) was een Amerikaanse countryzanger.

## Jeugd
Foleys ouders bezaten een kruidenierswinkel. Hij raakte al vroeg vertrouwd met muziekinstrumenten, die daar ook werden aangeboden. Hij kreeg een tijdje zangonderricht. Zijn voornaamste interesse lag bij de sport. Nadat hij verschillende zangconcoursen won, werd hij in 1930 ontdekt voor de WLS National Barn Dance in Chicago. Tot dan studeerde hij aan het Georgetown College in Kentucky.

## Carrière
Foley bracht zeven jaar door bij de WLS National Barn Dance show. Als zanger trad hij op samen met de Cumberland Ridge Runners. In 1937 werd bij WLS de nieuwe show Renfro Valley Barn Dance uitgebracht, die speciaal voor Red Foley was aangepast. Hier kon hij zijn muzikale veelzijdigheid bewijzen. Zijn repertoire reikte van rustige balladen tot de snelle boogiewoogie. Dankzij zijn aangename stemgeluid en zijn sympathieke persoonlijkheid werd hij snel populair. Twee jaar later kreeg hij zijn eigen show Avalon Time.
Zijn eerste platen werden bij een klein label opgenomen. In 1941 tekende hij bij Decca Records. Zijn eerste (kleine) hit was Old Shep. In datzelfde jaar ging hij terug naar de Barn Dance Show. In die periode trad hij ook meermaals op in country & westernshows. In 1944 had hij met Smoke On The Water zijn eerste nummer 1-hit. Verdere top 10-klasseringen volgden, waaronder Shame on You. In 1946 aanvaardde hij de rol van conferencier van de Grand Ole Opry. In 1950 had hij zijn eerste millionseller met Chattanooga Shoe Shine Boy. In datzelfde jaar had hij met Cincinnati Dancing Pig en Our Lady Of Fatima nog twee successen.
Na de dood van zijn vrouw trok Foley zich voor een tijdje terug uit de openbaarheid, maar bleef platen produceren. Zijn kluizenaarsleven duurde tot 1954, toen hij een aanbod kreeg voor een nieuwe show. Ozark Jubilee werd een onmiddellijk succes en draaide tot 1960.
In de jaren 1960 bleef Foley platen produceren, maar die haalden de hitlijst niet meer. Een tijd lang werkte hij mee aan de tv-serie Mr. Smith Goes to Washington.
In 1967 werd Foley opgenomen in de Country Music Hall of Fame. Voor zijn verdiensten voor de countrymuziek werd hij geëerd met een ster op de Hollywood Walk of Fame.

## Familie en overlijden
In 1933 overleed zijn echtgenote bij de geboorte van hun eerste kind. Iets later trouwde hij met Judy Martin. Zijn dochter uit dat tweede huwelijk is Shirley Lee Foley, die sinds 1953 getrouwd is met de zanger Pat Boone. Hun gezamenlijke dochter is de zangeres Debby Boone. 
Begin jaren '50 pleegde zijn echtgenote zelfmoord nadat zij de relatie had ontdekt van haar echtgenoot met Sally Sweet, die later zijn vrouw zou worden. 
Red Foley overleed op 19 september 1968 op 58-jarige leeftijd aan de gevolgen van een hartinfarct. Hij werd bijgezet op het Woodlawn Memorial Park Cemetery in Nashville.

## Discografie

### Albums
- 1951: Red Foley Souvenir Album
- 1953: A Tribute To Jimmie Rodgers
- 1953: Sing A Song Of Christmas
- 1954: Lift Up Your Voice
- 1955: Lift Up Your Voice
- 1955: Beyond The Sunset
- 1956: Red & Ernie, Vol. 1
- 1956: Red & Ernie, Vol. 2
- 1958: Red Foley's Dickies Souvenir Album
- 1958: I Believe
- 1958: He Walks With Thee
- 1958: Beyond The Sunset
- 1958: My Keepsake Album
- 1959: Let's All Sing With Red Foley
- 1960: Kitty Wells' and Red Foley's Golden Favorites
- 1961: Rockin' Chair
- 1961: Company's Comin'
- 1961: Songs Of Devotion
- 1962: Dear Hearts & Gentle People
- 1962: Life's Railroad To Heaven
- 1962: Hang Your Head In Shame
- 1963: The Red Foley Show
- 1963: Rock Of Ages
- 1965: I'm Bound For The Kingdom
- 1967: Songs For The Soul
- 1969: I Believe

- Bibsys: 9026859
- Bibliothèque nationale de France: cb13894000s (data)
- Gemeinsame Normdatei: 134375114
- International Standard Name Identifier: 0000 0000 6308 9541
- Library of Congress Control Number: n92090508
- MusicBrainz: aff932c2-ec30-4ee9-9125-5f761aae61a4
- Nationale bibliotheek van Australië: 35623324
- Nationale Bibliotheek van Israël: 987007491621605171
- SNAC: w6dv1gw0
- Trove: 1018690
- Virtual International Authority File: 17407347
- WorldCat: E39PBJrgH7jvYdJtwQJPMhcHG3